# Muckbachtalbrücke
Die Muckbachtalbrücke führt die Bundesautobahn 81 bei Heckfeld, einem Stadtteil von Lauda-Königshofen im Main-Tauber-Kreis in Baden-Württemberg, über das Muckbachtal zwischen Heckfeld und Dittwar.

## Geschichte
Die Muckbachtalbrücke wurde von Juli 1969 bis Juni 1972 errichtet. Die Baukosten betrugen 9 Millionen Mark. Bei einer Brückensanierung im Jahre 2013 musste die L 578 zwischen Dittwar und Heckfeld für etwa eine Woche voll gesperrt werden. Laut Experten wird wohl trotz teurer Instandhaltungen ein Neubau in den 2020er bis 2030er Jahren erforderlich sein.

## Sonstiges
Etwa 1,7 Kilometer nach der Muckbachtalbrücke liegt die Schüpfbachtalbrücke, die sich ebenfalls auf der Heckfelder Gemarkung befindet.